# Copa Chevallier Boutell 1925
Copa Chevallier Boutell 1925 - turniej towarzyski o Puchar Chevallier Boutell między reprezentacjami Paragwaju i Argentyny rozegrano po raz trzeci w 1925 roku.

## Mecze
| 9 lipca Buenos Aires |  | Argentyna | 1 | - | 1 | Paragwaj |

| 12 lipca Buenos Aires |  | Argentyna | 1 | - | 1 | Paragwaj |

## Końcowa tabela
| M | Reprezentacja | L.m. | Zw. | Rem. | Por. | Bramki | R.br. | Pkt |
| 1 | Argentyna     | 2    | 0   | 2    | 0    | 2:2    | 0     | 2   |
| 2 | Paragwaj      | 2    | 0   | 2    | 0    | 2:2    | 0     | 2   |

Triumfatorem turnieju Copa Chevallier Boutell 1925 został zespół Paragwaju.